# ایمبف
ایمبف (به لاتین: Imbef) یک تقسیمات کشوری در تاجیکستان است که در ولایت سغد واقع شده‌است. ایمبف ۳۰۱ نفر جمعیت دارد.